# Paul-Auguste Lemoinne
Paul-Auguste Lemoinne, francoski general, * 17. februar 1879, † 6. februar 1970.